# Biserica „Nașterea Maicii Domnului” din Ignăței
Biserica „Nașterea Maicii Domnului” este o biserică amplasată în Ignăței, raionul Rezina, Republica Moldova. Este un monument arhitectural de importanță națională inclus în Registrul monumentelor Republicii Moldova ocrotite de stat cu nr. 1881 (raionul Rezina). Datează din 1858.